# Out There and Back
Out There and Back – trzeci solowy album niemieckiego DJ-a Paula van Dyka.

## Lista Utworów

### CD 1
1. "Vega"   6:05
2. "Pikes"   6:59
3. "Another Way"   5:24
4. "Travelling"   7:10
5. "Avenue"   7:29
6. "Tell Me Why (The Riddle)"   7:53
7. "Together We Will Conquer"   7:24
8. "Face to Face"   5:43
9. "The Love from Above"   5:48
10. "Columbia"   5:04
11. "Out There and Back"   6:56
12. "We Are Alive"   6:31

### CD 2
1. "Santos"   7:54
2. "All I Need"   4:53
3. "Heaven"   5:29
4. "Namistai"   8:22
5. "Another Way (Original)"   5:27
6. "Tell Me Why (Vandit Mix Re-Edit)"   7:21
7. "Tell Me Why (Club Mix)"   5:55
8. "Face To Face (Piano Mix)"   6:14
9. "Together We Will Conquer (Short Mix)"   3:32
10. "A Magical Moment"   6:01
11. "I Can't Feel It"   8:00
12. "Words"   9:39